# Port Feeder Barge

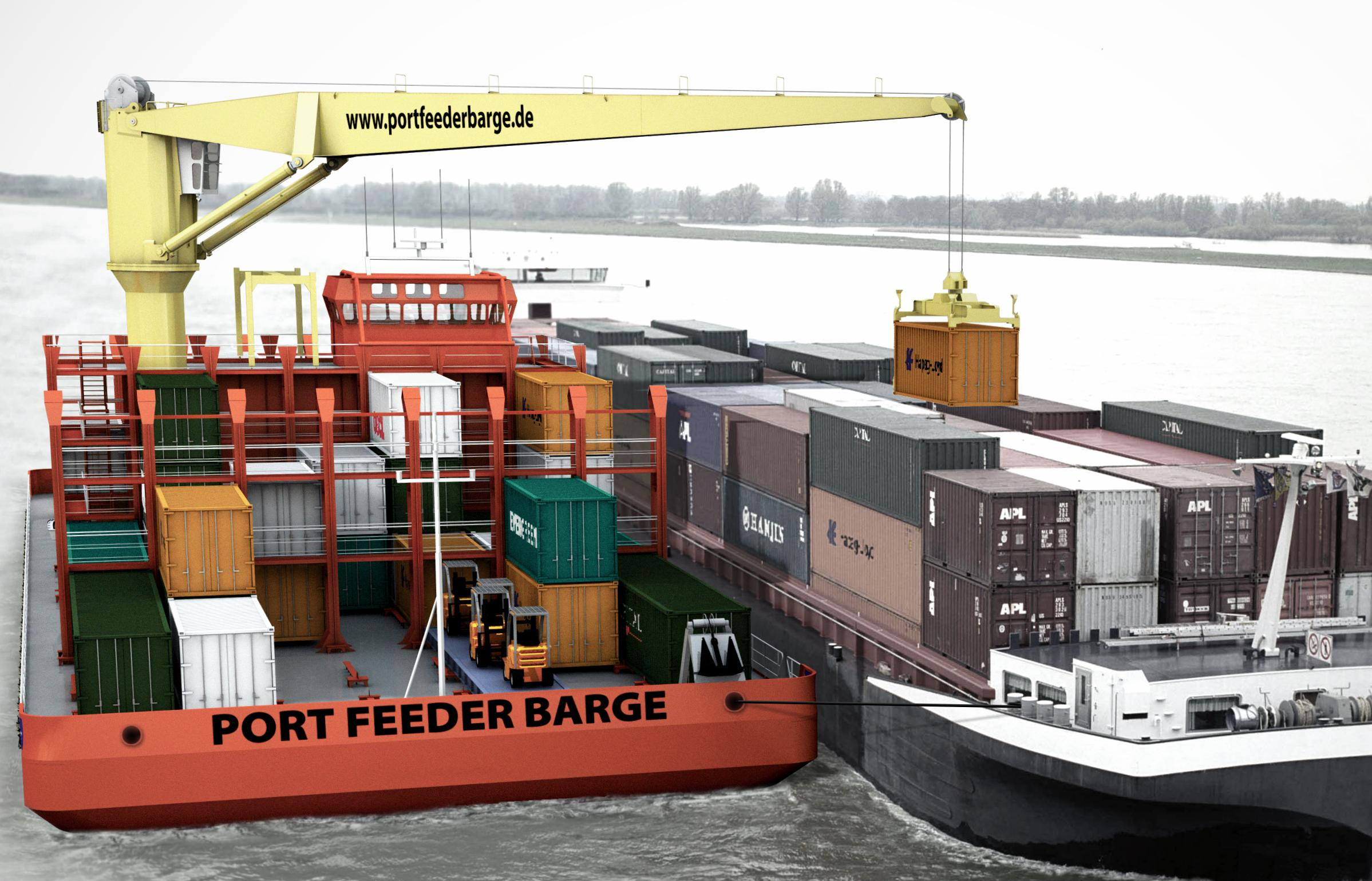
Port Feeder Barge und Binnenschiff beim Containerumschlag

Die Port Feeder Barge ist ein Konzept für die Containerlogistik innerhalb des Hamburger Hafens. Die selbstfahrende Barge hat 168 TEU Stellplätze, ist mit einem seitwärts angeordneten Kran ausgestattet und soll die Containerumfuhr innerhalb des Hafens von der Straße auf das Wasser verlagern, den Umlauf der Feederschiffe innerhalb des Hafens beschleunigen, den Containerumschlag auf die Binnenschiffe übernehmen und damit deren Abfertigung insgesamt erleichtern und beschleunigen.

## Beschreibung
In Hamburg gibt es erhebliche Verkehrsprobleme im Hafenbereich, die durch Zwischentransporte von Containern zwischen verschiedenen Lägern und Ladestellen verschärft werden. Wiederholt werden Lösungen gesucht, um diese Probleme zu mindern. In der Diskussion sind sogar Seilbahntransporte für Container mit 40 Fuß Länge. Keine der bisher diskutierten oder experimentellen Lösungen beseitigt die Mengenprobleme. Alle Experimente werden mit Steuergeld kofinanziert und keines der Experimente hat bisher einen messbaren wirtschaftlichen Erfolg gebracht.
Die Port Feeder Barge ist als selbstfahrender Doppelend-Ponton mit eigenem seitlich stehendem Kran konzipiert und soll auf seiner täglichen Rundreise durch den Hafen alle Containerterminals und -depots (mit Wasseranschluss) miteinander verbinden und dabei die  Container einsammeln und verteilen. Da die Feederlinien ein bedeutender Auftraggeber für die Umfuhr per Lkw sind, ließe sich bei Vorhandensein einer Port Feeder Barge auf dem Wasser nicht nur der Straßentransport reduzieren, sondern auch die Anzahl von durchschnittlich vier von jedem Feederschiff anzulaufenden Liegeplätzen in Hamburg deutlich reduzieren. Diese Barge soll auch als schwimmendes Binnenschiffsterminal fungieren, indem es die Binnenschiffe an einem zentralen Liegeplatz direkt bedient (Schiff-Schiff-Umschlag) und deren Container im Rahmen der Umfuhr im Hafen verteilt und einsammelt. Die Port Feeder Barge kann Schiffe von mehr als Panamax-Breite selbständig (von beiden Seiten) bedienen.

### Schiffsdaten
- Vermessung ca. 2000 BRZ
- Länge 63,9 m
- Breite 21,2 m

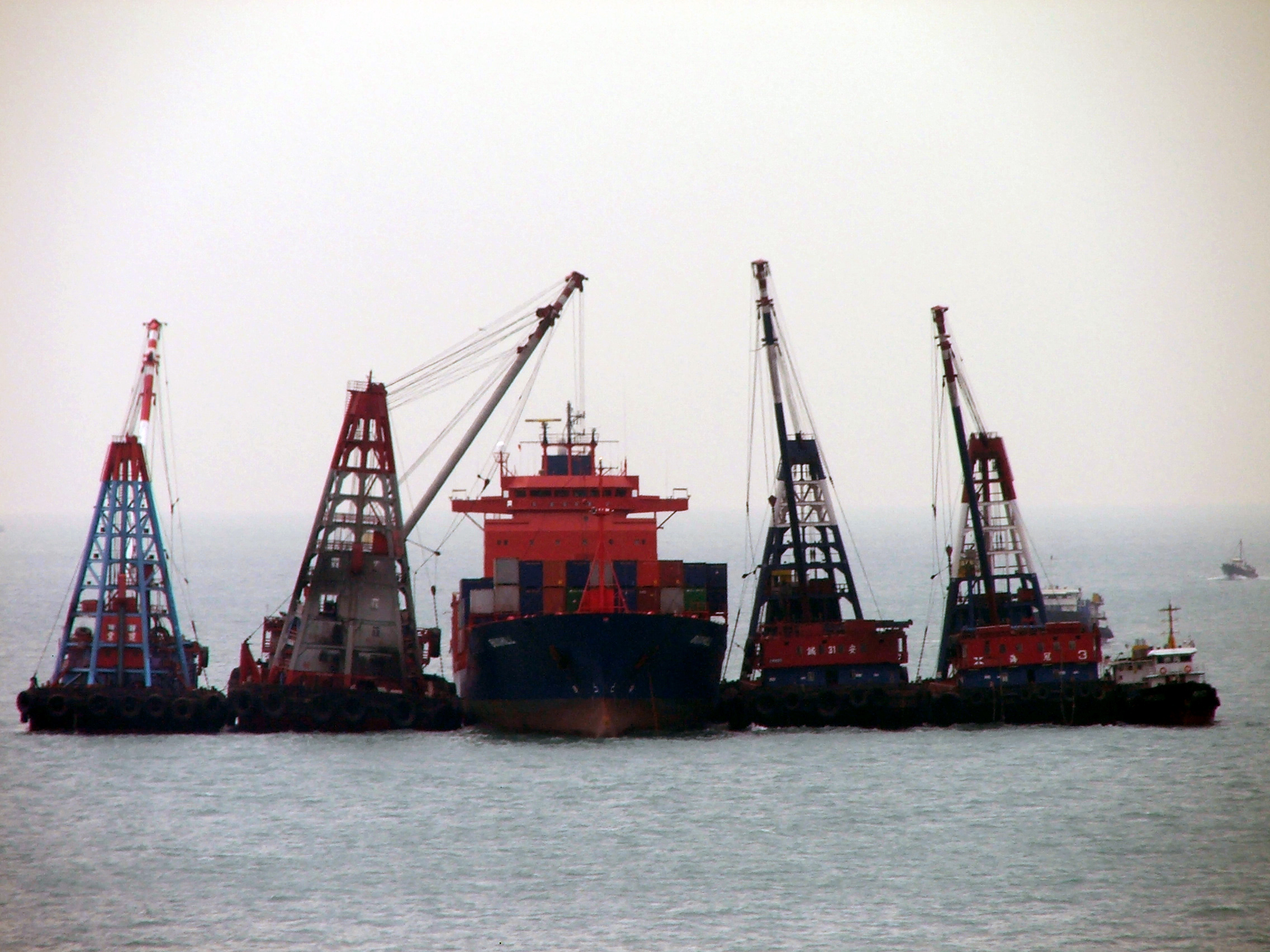
Etwa 30 % des Gesamtcontainerumschlages erfolgt in Hongkong mit Derrick-Bargen

- Tiefgang als Seeschiff 2,0 m bei 1.000 Tonnen Tragfähigkeit
- Tiefgang als Binnenschiff 3,1 m bei 2.500 Tonnen Tragfähigkeit

Der Antrieb erfolgt diesel- oder gaselektrisch mit vier Ruderpropeller je 280 kW. Damit ist das Fahrzeug sehr manövrierfähig. Die Dieselmotoren sind mit den neuesten Abgasreinigungsanlagen geplant, die beim Einsatz von LNG nicht erforderlich sind. Da alle Container an Deck gestaut werden, ist unter Deck ausreichend Platz für die voluminösen LNG-Tanks.
An Bord sind Stellplätze für 168 20-Fuß-Container (TEU) vorgesehen, entspricht 84 40-Fuß-Container (FEU). Die Hälfte davon kann in Zellführungen gestaut werden. Für 14 Kühlcontainer bestehen Kühlanschlüsse. Der bordeigene Liebherr-Kran vom Typ CBW 49(39)/27(29) Litronic kann 49 Tonnen bei 27 Metern Auslage heben. Der teleskopierbare Spreader ist für alle Containergrößen geeignet und mit einem Drehwerk versehen. Für den Transport von Containerflats mit Überhöhe wird ein ebenfalls teleskopierbarer Überhöhenrahmen mitgeführt. Für die Besatzung stehen sechs Einzelkammern zur Verfügung.

### Umschlag
Für den Umschlag von Binnenschiffen soll ein zentraler Liegeplatz eingerichtet werden („schwimmendes Binnenschiffsterminal“), der sich auch im Strom an den Dalben befinden kann. Somit werden die Containerterminals vom ineffizienten Binnenschiffumschlag entlastet und gleichzeitig die Durchlaufzeiten der Binnenschiffe verkürzt.
Damit könnten Binnen- und Seeschiffumschlag voneinander entkoppelt werden. Die Binnenschiffe bräuchten nicht mehr an den für sie überdimensionierten Anlagen der Seeschifffahrt abgefertigt zu werden, wo sie ohnehin nur mit letzter Priorität und daher mit vielen Verzögerungen bedient werden. Die zentrale Abfertigung über eine Port Feeder Barge (als schwimmendes Terminal) würde die Durchlaufzeiten der Binnenschifffahrt im Hamburger Hafen erheblich verkürzen. Die Abfertigung könnte sogar „im Strom“ (an den Dalben) erfolgen, so dass hierfür auch keine kaiseitigen Liegeplätze mehr erforderlich wären. Der mögliche Einsatz einer Port Feeder Barge soll nicht auf den Hamburger Hafen beschränkt sein.

## Weltweites Problem
Auch in anderen großen Containerhäfen erscheint ein Einsatz ergänzender Methoden sinnvoll (z. B. Rotterdam, Antwerpen, New York, Santos).
In Hongkong erfolgt ca. 1/3 des Gesamtcontainerumschlages mit Hilfe von einfachen und nicht selbst angetriebenen Derrick-Bargen. Ein Derrick ist ein Bockkran mit oder ohne Schwenkbereich.
Im Hafen von Amsterdam wird ein mit einem eigenen Kran ausgerüstetes Binnenschiff betrieben, das Container zwischen dem Hafen und seinem Umland transportieren soll (AMSBarge). Hierzu unterliegt es jedoch Restriktionen im Hinblick auf Schiffsbreite in Kanälen (Stabilität) und Durchfahrtshöhe an Brücken, weshalb es für die hafeninterne Umfuhr mit ständigem Einsatz des eigenen Kranes nicht sonderlich geeignet ist.
In verstopften Häfen von Entwicklungs- und Schwellenländern ist die Port Feeder Barge auch in der Lage, Seeschiffe auf Reede direkt abzufertigen und die Container zwischen Reede und Küste zu transportieren („shuttle“).

### Sachstand in Hamburg
Wegen der Insolvenz von zwei Werften  (2003 und 2006) nach Vereinnahmung des Förderbetrags ruht das Hamburger Projekt. Seitens der Politik gibt es derzeit keine aktive Unterstützung, obwohl die Verlagerung von Containerumfuhren von der Straße auf das Wasser im Koalitionsvertrag von 2015 erwähnt wird.